# Rafael Profini
Rafael Profini (San José de la Esquina, 9 settembre 2003) è un calciatore argentino, difensore dell'Unión (SF).

## Caratteristiche tecniche
È un difensore centrale.

## Carriera
È cresciuto nel settore giovanile dell'Unión (SF), con cui ha firmato il primo contratto professionistico il 29 dicembre 2023. Ha debuttato in prima squadra il 21 settembre 2024 nell'incontro di Primera División vinto 3-1 contro il Godoy Cruz.

## Statistiche

### Presenze e reti nei club
Statistiche aggiornate al 18 marzo 2025.
| Stagione        | Squadra         | Campionato      | Campionato | Campionato | Coppe nazionali | Coppe nazionali | Coppe nazionali | Coppe continentali | Coppe continentali | Coppe continentali | Altre coppe | Altre coppe | Altre coppe | Totale | Totale | Totale |
| Stagione        | Squadra         | Comp            | Pres       | Reti       | Comp            | Pres            | Reti            | Comp               | Pres               | Reti               | Comp        | Pres        | Reti        | Pres   | Reti   |        |
| --------------- | --------------- | --------------- | ---------- | ---------- | --------------- | --------------- | --------------- | ------------------ | ------------------ | ------------------ | ----------- | ----------- | ----------- | ------ | ------ | ------ |
| 2024            | Unión (SF)      | PD              | 2          | 0          | CA+CdL          | 0               | 0               | -                  | -                  | -                  | -           | -           | -           | 2      | 0      |        |
| 2025            | Unión (SF)      | PD              | 4          | 0          | CA              | 1               | 0               | -                  | -                  | -                  | -           | -           | -           | 5      | 0      |        |
| Totale carriera | Totale carriera | Totale carriera | 6          | 0          |                 | 1               | 0               |                    | -                  | -                  |             | -           | -           | 7      | 0      |        |